# Кто-нибудь видел мою девчонку? (фильм)
«Кто-нибудь видел мою девчонку?» — российский фильм 2021 года режиссёра Ангелины Никоновой. Сценарий написан по мотивам романа Карины Добротворской «Кто-нибудь видел мою девчонку? 100 писем к Серёже» (2014), основанном на событиях её личной жизни.

## Сюжет
Главная героиня Кира (в исполнении Виктории Исаковой) возглавляет редакцию глянцевого журнала в Париже. Она преуспела в карьере, рядом молодой привлекательный спутник Сергей, которого, несмотря на разницу в возрасте, нельзя заподозрить в неискренности, но воспоминания изо дня в день возвращают её на 17 лет назад, когда не стало другого Сергея — Добровольского — главного мужчины в её жизни. Она каждый день пишет ему письма в попытках разобраться в себе и в том, что с ними произошло.
Вместе с воспоминаниями героини мы переносимся в Ленинград начала 90-х, где случился их роман. Он — киновед, преподаёт в институте, она (в исполнении Анны Чиповской) — студентка. Она влюбилась в него с первой лекции и настойчиво ищет повод для знакомства. Ей это удалось, роман закрутился стремительно. Вскоре герои начали жить вместе, строить общие планы. Безмятежное счастье молодых талантливых героев омрачает то, что Кира три раза подряд теряет ребёнка, а также пристрастие Сергея к алкоголю, которое стоило ему мечты о съёмках собственного фильма. Крупную сумму, собранную на кино, украли из квартиры его случайные гости, пока Кира была в командировке.
Кира недовольна тем, что Сергей утратил режиссёрские амбиции и растрачивает свой талант. Она резко высказывает свои претензии Сергею при его друзьях. Пьяный Сергей жестоко избивает Киру. Она шокирована, но вскоре прощает Сергея, который не помнит детали случившегося. Всё вроде бы приходит в норму. Популярность Сергея как критика растёт, оба пишут статьи для популярной газеты, неплохо зарабатывают, но Кира потеряла надежду завести детей, а Сергей так и не решается вернуться к замыслу о своём кино.
Сергея приглашают в Нью-Йорк с лекциями. Накануне его возвращения Кира на вечеринке знакомится с Максимом — главным редактором той самой модной газеты. Они становятся любовниками, связь продолжается почти год. Кира не может найти силы порвать с Сергеем, но однажды всё-таки признаётся. Сергей понимает, что дело не в том, что Кира ищет лучшей жизни, она его разлюбила.
Кира уходит к Максиму и почти сразу узнаёт, что беременна от него. Беременность проходит тяжело. Сергей в это время теряет над собой контроль, увлекается наркотиками и умирает от передозировки. Через некоторое время после рождения ребёнка Максим сообщает Кире, что Сергей погиб. Кира понимает мотивы Максима — он не мог травмировать её трагической новостью на последних сроках. Тем не менее, Кира не может простить этого Максиму, и они расстаются.
Молодой Сергей и Кира в Париже тоже расстаются. Сергей находит неотправленные письма Киры к Добровольскому, из которых узнаёт, как она привязана к прошлому. Сергей пытается поговорить, но Кира решительно ставит точку в их отношениях.

## В ролях
| Актёр                | Роль      |
| -------------------- | --------- |
| Анна Чиповская       | Кира      |
| Александр Горчилин   | Сергей    |
| Виктория Исакова     | Кира      |
| Юра Борисов          | Сергей    |
| Юрий Чурсин          | Максим    |
| Мария Шалаева        | Лиза      |
| Алексей Золотовицкий | Буровский |
| Иван Добронравов     | Толик     |
| Василий Буткевич     | Миша      |
| Дарья Урсуляк        | Катя      |
| Олег Васенин         | Сорокин   |
| Фёдор Лавров         | пассажир  |

## Художественные особенности
Так как литературной основой сценария послужила автобиографическая книга Карины Добротворской, в главных героях Кире и Сергее несложно узнать саму Карину и ее первого мужа – известного кинокритика Сергея Добротворского (фамилии героя и прототипа отличаются незначительно). Реальные прототипы есть и у второстепенных героев. Критики угадывают в героине Шалаевой Лизе киноведа Любовь Аркус, в герое Михаила Буткевича – Михаила Трофименкова. Сам Трофименков в рецензии к картине замечает отсылку к своей персоне сразу в двух героях: «Единственная личная претензия заключается в том, что я сам на экране расщепился на двух кудрявых персонажей (Алексей Золотовицкий, Василий Буткевич), и оба они похожи не столько на меня, двухметрового, еще худого и длинноволосого, а на моего коллегу, ныне главного редактора «Искусства кино» Антона Долина».

## Отзывы и оценки
Фильм получил отрицательные отзывы в российской прессе .
Среди тех, кто знал Добротворского лично и высоко ценил его талант кинокритика[кто?], фильм вызвал открытое недоумение и отторжение. Герой, по их мнению, получился плоским, неким абстрактным «пьющим умником», одним из «бездельников, которые много говорят о кино». По их мнению, значение профессии кинокритика в картине обесценивается, она рассматривается лишь как промежуточный шаг к самостоятельной режиссуре, а не как отдельный и уважаемый род занятий.
Критике также подверглась и недостаточно достоверно воспроизведенная атмосфера и в ленинградской, и во французской линиях. Обе реальности, в которых существуют герои, по мнению критиков, изобилуют условностями и штампами.